# Izmael (könyv)
Az Izmael Daniel Quinn amerikai író 1992-ben megjelent regénye. A könyvnek cselekménye alig van: a mondanivaló egy tanár és tanítványa párbeszédében bontakozik ki. A történetet egyes szám első személyben elbeszélő tanítvány egy középkorú, enyhén megkeseredett férfi, a tanár – Izmael – pedig egy féltonnás gorilla. Kettejük találkozásának az előzménye egy Izmael által feladott újsághirdetés:

„TANÁR tanítványt keres. Határozott vágy a világ megmentésére elengedhetetlen. Jelentkezni személyesen.”

A kezdeti idegenkedésen túllépve a férfi Izmael tanítványául szegődik, aki nem tanít neki semmi új tényt – ellenben a mindenki által ismert biológiai, ökológiai, történelmi, sőt bibliai tényeket teljesen szokatlan elrendezésben gondolja és gondoltatja újra. A „tanítás” során nem csak rámutat arra, hogy mi minden rossz van a világban: feltárja, hogy a hiba gyökere az ember világhoz való hozzáállásában rejlik, és rávezeti a „tanítványt”, és egyben az olvasót, hogy mi a természettel, a Világgal összhangban élés alapja.
A könyv szándéka, hogy az olvasó ember- és világképét megváltoztassa, jelek szerint igen sok olvasónál vezetett eredményre: az Izmael világsiker lett. Eddig húsz nyelvre fordították le, s az addig jószerével ismeretlen Quinn és újabb könyvei ( The Story of B, My Ishmael, Beyond Civilization) körül valóságos rajongótábor épült ki.
Az Izmael először 1993-ban, javított és bővített kiadásban pedig 1999-ben jelent magyarul Trombitás Gábor fordításában, a Föld Napja Alapítvány gondozásában. Harmadik kiadása a Katalizátor Könyvkiadó gondozásában 2008 áprilisában jelent meg.

## Izmael tanítása
|  | Alább a cselekmény részletei következnek! |

Izmael arra a banális kérdésre keres és kínál magyarázatot, hogy „hogyan lettek ilyenek a dolgok”. Értve ezalatt azt, hogy az evolúció során hogyan fejlődött ki az ember, hogyan épített civilizációt, és miért tart most ott a világ, hogy e civilizáció és az azt hordozó Föld a pusztulás szélére került.

### Terminológia
Témája kifejtéséhez Izmael bevezet néhány új „szakkifejezést”, elsősorban azért, hogy elkerülje bizonyos általánosan használt és mellékzöngékkel súlyosan terhelt szavak használatát.
- Elvevők • Szinonimája annak, amire a köznapi szóhasználatban a „civilizáltak” szót használjuk.
- Meghagyók • Szinonimája annak, amire a köznapi szóhasználatban a „primitívek” szót használjuk.
- Történet • Az embert, a világot és az isteneket összekapcsoló forgatókönyv, amely a világ értelméről, az isteni szándékról a világban és az ember rendeltetéséről szól.[2]
- Előadni • Egy történetet előadni azt jelenti, hogy úgy élni, hogy az valóra váljon.
- Kultúra • Egy történetet előadó nép.

### Az Elvevők és a Meghagyók viszonya
Az Elvevő kultúrák önértelmezésének alapelve, hogy a Meghagyó népek kb. 3 000 000 évvel ezelőtt kezdődő története lejárt. E történet nem volt más, mint hosszúra nyúlt, unalmas bevezető az Elvevők kb. tízezer évvel ezelőtt kezdődő történetéhez. Ilyenformán az a néhány ezer vadember, akik ősközösségi szinten tengődnek szerte a világban, egyszerűen kort tévesztett, és vagy az vár rájuk, hogy elkezdjenek fejlődni és integrálódjanak az Elvevők közé – vagy pusztulás lesz a sorsuk.
Izmael homlokegyenest mást tanít. Szerinte az Elvevők története nem a második fejezete annak a történetnek, amelynek a Meghagyók története az első fejezete volt. Másként szólva: a két történet egymástól teljesen különbözik. Az egyiket a Meghagyók hárommillió éven keresztül adták elő sikeresen, és adják elő ma is. A másik kb. tízezer évvel ezelőtt jelent meg, minden előzmény nélkül – és ez idő alatt sikeresen és mind rohamosabb tempóban sodorta a katasztrófa felé a civilizációt.

### Az Elvevők története
Minden történet egyetlen alaptétel kidolgozása. Izmael példának a következőt hozza fel: „Egymással vetélkedő családok gyermekei egymásba szeretnek” (Rómeó és Júlia).
Az Elvevők történetének alaptétele a következő: A világot az emberért teremtették. Az „istenek” úgy teremtették a világot, hogy abban létrejöhessen a mi tejútrendszerünk; a tejútrendszert úgy, hogy abban létrejöhessen a mi Naprendszerünk, benne a Földdel; a Földet úgy rendezték be, hogy azon kialakulhasson az élet, és elindulhasson az evolúció folyamata, amelynek célja és csúcsa az ember megjelenése. Az Elvevők Európában, Amerikában, Ázsiában, Afrikában – tehát a világ minden táján – kimondva vagy kimondatlanul, de ezt az alaptételt fogadják el. Bármilyen kulturális vagy vallási különbség áll is fenn két nép között, abban az egyben egyetértenek, hogy a világ az emberé, következésképpen az ember azt csinál vele, amit akar. A közbeszédben ez az attitűd olyan kifejezések használatában érhető tetten, mint „Földünk”, „tengereink”, „vadvilágunk” stb.
Izmael határozott állítása: az Elvevők története mítosz. Nem „mitikus elemeket tartalmaz”, hanem egy az egyben mítosz. Tényeket rendez ugyan egymás mellé, de az elrendezés szempontja tisztán mitológiai, nem tudományos. A történet tudományos bizonyítékának azt tekintené például, ha az asztrofizika azt állapította volna meg, hogy kb. 4,5–5 milliárd évvel ezelőtt, miután kialakult a mi Naprendszerünk, benne a Földdel, a világegyetem alapvető teremtő folyamatai befejeződtek. Vagy ha a biológusok és paleontológusok felfedeztek volna arra utaló jeleket, hogy az ember hárommillió évvel ezelőtti megjelenésével egyidejűleg az evolúció végállomáshoz ért, és befejeződött a fajokra tagozódás folyamata. Ilyesmiről azonban nyilván nincs szó.

### Az élet „helyes útja”
Izmael felhívja a figyelmet egy érdekességre: az Elvevők történetét – csaknem minden nép életében – konzekvensen végigkísérik az „Istentől küldött” emberek, vagyis a prófétaság intézménye. Ez a jelenség a Meghagyóknál szinte egyáltalán nem tapasztalható, legalábbis semmi esetre sem mondható jellemzőnek. A próféták (Buddha, Konfuciusz, Jézus, Mohamed, Marx stb.) azt mondják el az embereknek, hogy hogyan kell élni, hogy mi a helyes út. Erre azért van szükség, mert az emberek szemlátomást nem tudják, mi a helyes. Különböző kérdésekben vannak érveik pró és kontra, de úgy tartják, hogy a „hogyan kell élni?” kérdésre az objektív igazság nem ismerhető meg. A próféta megmondja, és el lehet hinni neki.

#### A repülőgép példája
Izmael az élet helyes útjára vonatkozóan törvényről beszél, mégpedig a legszigorúbb értelemben vett fizikai törvényekhez hasonló értelemben. Rámutat arra, hogy a természeti törvényeket nem lehet megszegni, csak látszólag. Példaként a repülőgép-készítés őskorát hozza fel, amikor egyesek – a madarak repülési módját megfigyelve és tévesen értelmezve – úgy gondolták, hogy egy ember alkotta szerkezet akkor tud majd repülni, ha csapkodó szárnyakat szerkesztenek rá, és a szárnycsapkodást pedálozással lehet előidézni. Az egyszeri pilóta beül egy ilyen szerkezetbe, és leveti magát a (példában egy nagyon magas) hegyről. Ahogy a levegőben van és pedálozik, boldogan élvezi a repülés szabadságát. Közben némi sajnálkozással elegy lenézéssel gondol azokra, akik a földön járnak. Azonban a szabadság élvezése közben észreveszi, hogy a völgy alja mind közelebb kerül hozzá. „Sebaj, majd kicsit gyorsabban pedálozok” – gondolja. A talaj azonban egyre emelkedik, és a gép menthetetlenül be fog csapódni, mert – szemben a pilóta hiedelmével – nem repül, hanem egyenletesen gyorsuló tempóban zuhan lefelé. A konstrukció egyszerűen nem alkalmas repülésre: nincs összhangban a gravitáció és az aerodinamika törvényeivel.
Az emberiség egy része – mondja Izmael – tízezer évvel ezelőtt felszállt az „Elvevő Villámcsapás” nevű gépre, és élvezi a repülés szabadságát. Az utóbbi egy-két évszázadban mind több társadalom- és természettudós hívja fel a figyelmet arra, hogy veszélyesen közel van a becsapódás, de az Elvevők erre azt mondják: „Sebaj, majd kicsit gyorsabban pedálozunk”. A tízezer éve megépített és a szikláról a mélybe vetett civilizációs szerkezet azonban nem repül, hanem zuhan, mert a konstrukció eleve hibás: nincs összhangban a természeti törvényekkel.

### A korlátozott vetélkedés törvénye
Ha szemügyre vesszük a Földön az életközösség működését, akkor azt találjuk, hogy vannak olyan viselkedési minták, amelyeket minden élőlény követ, az Elvevőket leszámítva. A természetben nyilvánvalóan létezik vetélkedés, és olyan, hogy az egyik faj egyedeit a másik faj egyedei prédának tekintik. De a vetélkedésnek vannak korlátai. E korlátozást a könyv három úton mutatja be.
1. Az Elvevőkön kívül egyetlen faj sem irtja ki a vetélytársait. Az állatok ölnek ugyan állatot, de vagy azért, hogy megegyék, vagy önvédelemből, ill. félelemből. Az állatvilágban is létezik a territórium védelme, de nem fordul elő pogrom vagy hajtóvadászat.
2. Az Elvevőkön kívül egyetlen faj sem semmisíti meg a vetélytársak táplálékát, hogy helyet csináljon a sajátjának. A természetben az a norma, hogy vedd el, amire szükséged van, a többit hagyd békén.
3. Az Elvevőkön kívül egyetlen faj sem tagadja meg a vetélytársaitól, hogy táplálékhoz jusson. Az állat védelmezi ugyan a zsákmányát, de nem tekinti sajátjának az egész populációt, amelyből zsákmányolt.

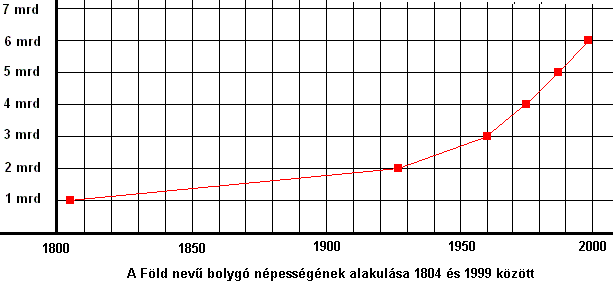
A Föld népességének alakulása 1804 és 1999 között

Az ökológia egyik alaptétele, hogy ha egy területen egy populáció táplálékkészlete növekszik, akkor növekszik a populáció is, és ahogy a populáció növekszik, úgy csökken a táplálékkészlet. És ahogy a táplálékkészlet csökken, a populáció is zsugorodik. Izmael rámutat arra, hogy ha az életközösségben csupán egyetlen faj kivonja magát a korlátozott vetélkedés törvénye (más szóval: a békefenntartó törvény) alól, az az egész életközösségre visszahat. Az adott faj ugyanis ebben az esetben nem törődik bele abba, hogy neki most épp zsugorodnia kéne, hanem kiirtja a vetélytársait, ill. azokat a fajokat, amelyek nem segítik elő a saját táplálékául szolgáló faj táplálását. Ennek a folyamatnak egyik leglátványosabb következménye a változatosság csökkenése lesz, márpedig épp a változatosság az, amely az életközösség túlélési lehetőségét biztosítja.
Izmael Peter Farb ökológiai törvényét idézi: „A termelés fokozása egy megnövekedett népesség élelmezése érdekében a népesség további növekedéséhez vezet.”  Izmael rámutat: ha egy éhező ország éhezését nem a születésszabályozás bevezetésével igyekeznek megoldani, hanem úgy, hogy a területre kívülről visznek be élelmiszert, annak hatása a fenti törvény értelmében egyedül a népesség (s ezzel együtt az éhezés) további növekedése lesz. Annak, hogy az Elvevők úgy gondolják, rájuk nem vonatkozik a békefenntartó törvény, ugyanannyi a jelentősége a tényleges eredmény szempontjából, mint amikor a repülésre alkalmatlan gép pilótája azt gondolta, hogy rá nem vonatkozik a gravitáció törvénye. A tényleges eredmény a demográfiai robbanás, a tartós és növekvő éhínség, a fajok pusztulása.

### Romlott emberi természet?
Az Elvevők mitológiája szerint az embernek van valami alapvető baja. Ezért van az, hogy miközben célja a bolygó és az emberiség felvirágoztatása lenne, legjobb szándéka ellenére is csak növeli a rosszat, és amerre jár, pusztulás kíséri az útját. Ez a tétel csaknem minden (civilizált) vallásban megjelenik.
Izmael szerint az embernek az égvilágon semmi baja sincs. Hárommillió évig békében élt, összhangban a természettel. A „romlott emberi természet” teóriája érdekes módon egyidős az Elvevők történetével. Ez az emberiség történetének kevesebb mint fél százaléka. „Nem elfogadható minta ahhoz, hogy egy ilyen átfogó következtetést lehessen rá alapozni” – mondja Izmael.  És hozzáteszi: 
Ha egy olyan történet adott, mely összhangot teremt köztük és a világ között, akkor összhangban fognak élni a világgal. De ha olyan történet adott, mely a világgal szembeállítja őket, mint ahogy a tiétek teszi, akkor a világgal szemben állva fognak élni. Ha egy olyan, melyben ők a világ urai, a világ uraiként fognak szerepelni. Ha pedig olyan történet adott, melyben a világ meghódítandó ellenség, úgy fogják meghódítani azt, mint ellenséget, s egy napon, elkerülhetetlen módon, ellenségük halálos sebekből vérezve fekszik majd a lábaiknál – ahogy ma a világ.
|  | Itt a vége a cselekmény részletezésének! |

## Magyarul
- Izmael; ford. Trombitás Gábor; Föld Napja Alapítvány; Föld Napja Alapítvány, Bp., 1993
- Izmael; ford. Trombitás Gábor; 2. jav. kiad.; Föld Napja Alapítvány, Bp., 1999